# Gabriel Somi
Gabriel Somi, född 24 augusti 1991 i Örebro, är en svensk-syrisk fotbollsspelare som spelar för United IK.

## Uppväxt
Somi, är syrian, uppvuxen i Kumla och har föräldrar som är födda i Syrien som kom till Sverige i slutet av 1980-talet.

## Klubbkarriär
2009 värvades Somi från sin moderklubb IFK Kumla till Örebro Syrianska IF.
Den 1 april 2012 debuterade han för Syrianska FC i premiären av allsvenskan, där klubben skräll slog guldfavoriten IFK Göteborg med 2–1.
I november 2015 övergick han till Östersunds FK.
2017 vann Somis Östersund FK svenskcupen. Laget blev därmed Norrlands första Svenska cupen-mästare och den andra svenska klubben någonsin (förutom IFK Göteborgs två Uefacup-titlar på 1980-talet) som lyckats nå slutspel i Europa League där man slog ut lag som PAOK, Fola Esch, Galatasaray, Hertha Berlin.
I december 2017 skrev Somi på för MLS-klubben New England Revolution. I februari 2020 värvades Somi av AFC Eskilstuna, där han skrev på ett ettårskontrakt. I april 2021 värvades Somi av division 2-klubben United IK.

## Landslagskarriär
Hösten 2017 blev Somi uttagen till Syriens landslag. 2017 kom Syrien till playoff för att nå VM i Ryssland 2018.